# Chiesa dei Santi Pietro e Paolo (Orzivecchi)
La chiesa dei Santi Pietro e Paolo è la parrocchiale di Orzivecchi, in provincia e diocesi di Brescia; fa parte della zona pastorale della Bassa Occidentale.

## Storia
La primitiva chiesa, indicata come cappella di San Pietro, risulta sia stata edificata già tra i secoli VII e VIII in prossimità dell'antico castello longobardo durante i conflitti tra i Franchi e i Longobardi per assicurarsi i favori del papa, affrancandosi dalla pieve del Bigolio, che, ubicata in campagna, si trovava dunque in una posizione difficile da essere protetta. Nel 1374 risulta essere primo beneficiario della chiesa di San Pietro don Antonio Pagani.
Un'ulteriore citazione della chiesa dedicata a san Pietro a Orzivecchi risale al 1410 ed è contenuta nel Catalogo capitolare; il 25 aprile 1503 papa Giulio II concesse il giuspatronato della parrocchia alla famiglia Martinengo Cesaresco.
L'arcivescovo di Milano Carlo Borromeo, durante la sua visita apostolica del 1580, trovò che i fedeli erano circa 1300 alla vicaria di Orzinuovi, il reddito annuo del beneficio parrocchiale assommava a circa 550 lire, che a servizio della cura d'anime vi erano parroco e altri quattro sacerdoti e che la parrocchiale dei Santi Pietro e Paolo, dotata di sette altari e sede delle scuole del Santissimo Sacramento e del Rosario, aveva come filiali gli oratori di San Pietro Martire, di Santa Giulia, di Sant'Andrea, di San Marco, di San Lorenzo a Bigolio e di San Bernardo nella frazione di Cesarina.
Nella relazione della visita pastorale del vescovo di Brescia Marco Dolfin del 1703 si legge che nella parrocchiale avevano sede le scuole del Santissimo Sacramento, del Rosario, del Santissimo Nome di Gesù e di Santa Maria del Suffragio, che il numero dei fedeli era pari a 891 e che erano preposti alla cura delle anime il parroco e sei ulteriori sacerdoti.
Nella prima metà del XVIII secolo l'antica chiesa tardo medievale, oltre a versare in pessime condizioni, si rivelò insufficiente a soddisfare le esigenze dei fedeli e, così, il 26 dicembre 1738 si deliberò di costruirne una nuova.
[…] radunatosi il popolo di questa terra chiamato al suono previo della campana nella chiesa parrocchiale di SS. Pietro e Paolo, et avvertito che essendo questa chiesa degli Orzi Vecchi d'una struttura antica e poco decente al culto divino, per renderla più conveniente, già che p piaciuto per gratia del Signore al conte Cesare Martinengo di lasciare nel suo testamento ducati quattrocento all'oggetto però che entro il termine d'anni due siano impegnati al principio et al proseguimento d'una nuova costruzione […]
Il progetto venne affidato all'architetto Antonio Corbellini e il 21 agosto 1740 si tenne la cerimonia di posa della prima pietra; sebbene le strutture murarie fossero già state ultimate nel 1752, la parrocchiale fu officiata a partire dal 1756, dopo l'ultimazione dei lavori di decorazione. Sebbene la nuova chiesa era stata realizzata al posto di quella precedente, molte furono le trasformazioni. La vecchia canonica era diventata la zona del coro, vennero rimosse le ossa ancora presenti nell'antico cimitero posto di fronte alla piccola chiesa e si procedette all'abbattimento del muro di cinta così da poterla ampliare. La nuova canonica fu edificata a spese dei conti Carlo e Lelio Martinengo Cesaresco.
Negli anni successivi si procedette all'esecuzione di ulteriori interventi di abbellimento e di completamento, che si conclusero nel 1771.
La torre si trovava pericolante già nel 1831 e, quando si decise il suo restauro, risultò essere già troppo danneggiata e quindi si dovette procedere alla sua demolizione. Il 24 luglio 1843 presero avvio gli scavi per l'erezione del campanile, disegnato da Pietro Della Torre; la prima pietra venne posta nel 1844 e nel 1847 la torre fu terminata. Le nuove campane furono inaugurate il 17 gennaio 1853 opera della officina Pruneri di Grosio in Valtellina.
Nel corso del secondo conflitto mondiale le campane non furono sequestrate, come invece era stato ordinato dalle autorità, perché dichairate opera di alto valore artistico.
Durante gli anni settanta si procedette all'esecuzione dell'adeguamento liturgico secondo le usanze postconciliari mediante l'aggiunta dell'altare rivolto verso l'assemblea.
Nel 1989 la parrocchia entrò a far parte della neo-costituita zona pastorale della Bassa Occidentale, come stabilito dal Direttorio diocesano per le zone pastorali, emanato il 14 aprile di quell'anno con decreto del vescovo Bruno Foresti.

## Descrizione

### Esterno

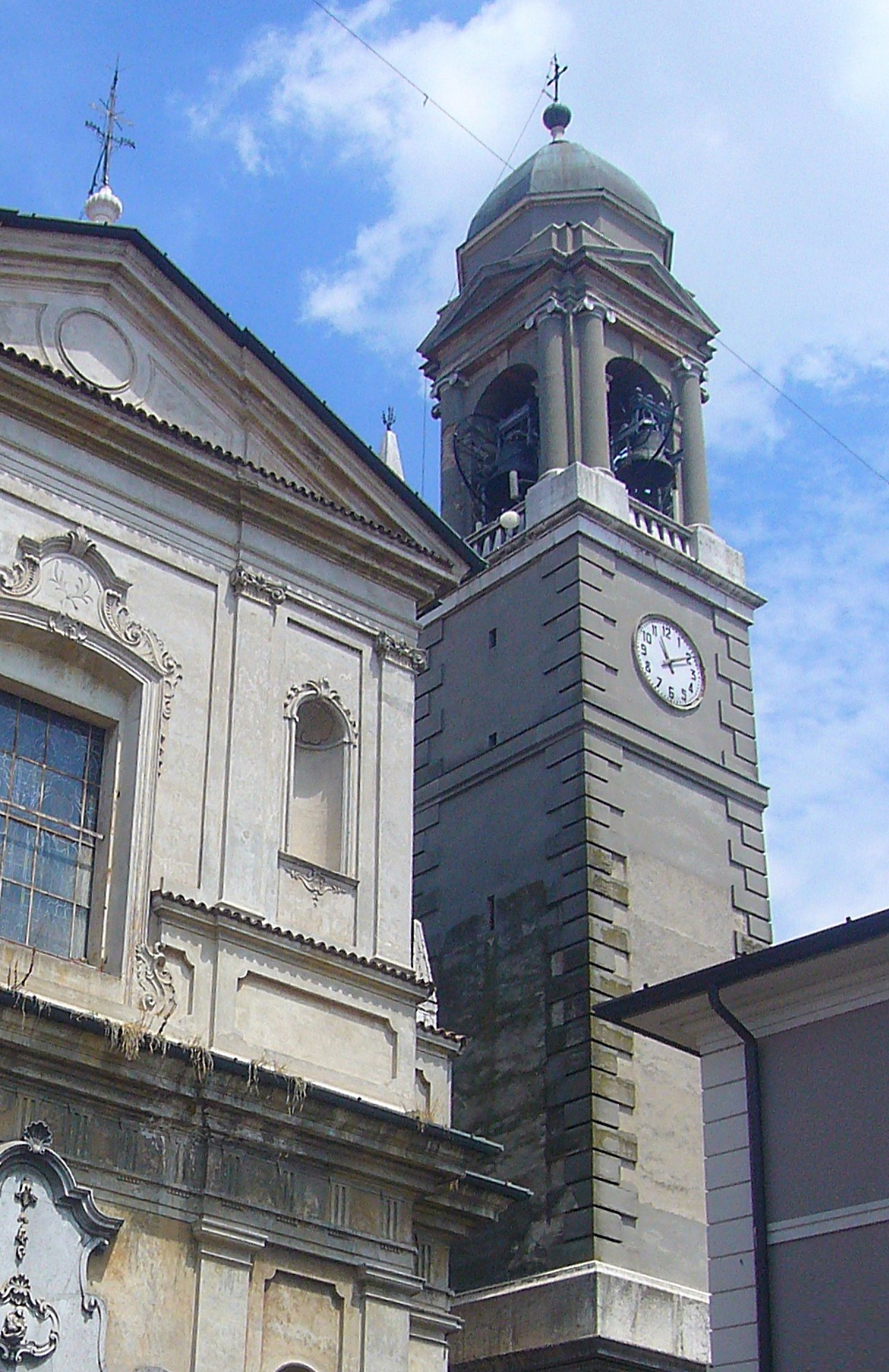
Il campanile

La facciata a capanna della chiesa, rivolta a meridione, è suddivisa da una cornice marcapiano modanata in due registri, entrambi scanditi da lesene: quello inferiore presenta centralmente il portale d'ingresso, con coronamento mistilineo, e due nicchie, mentre quello superiore, concluso dal timpano triangolare, è caratterizzato da una finestra e da due ulteriori nicchie.
Annesso alla parrocchiale è il campanile a base quadrata, la cui cella presenta su ogni lato una monofora, affiancata da due semicolonne sorreggenti un frontoncino, è coperta dalla cupola poggiante sul tamburo.

### Interno
L'interno dell'edificio si compone di un'unica ampia navata, sulla quale si affacciano le sei cappelle laterali, introdotte da archi a tutto sesto, e le cui pareti sono scandite da lesene composite sorreggenti la trabeazione modanata e aggettante su cui s'impostano le volte; al termine dell'aula si sviluppa il presbiterio, rialzato di alcuni gradini, delimitato da balaustre e chiuso dall'abside. 
Le cappelle laterali presso il presbiterio sono intitolate ai santi Antonio da Padova e Francesco d'Assisi, seguono a destra quella dei san Carlo e a tutti i Santi a sinistra. Le cappelle successive, ubicate nella parte centrale della navata, sono di fattura maggiore e dedicate una alla Madonna, realizzata su progetto dell'ingegnere Della Torre nel 1836 e voluta per voto contro il colera, e l'altra al Sacro Cuore di Gesù. In prossimità della controfacciata ci sono le cappelle intitolate a san Giuseppe e alle anime Purganti.
Qui sono conservate diverse opere di pregio, tra le quali il dipinto ritraente l'Ultima cena, eseguito da Francesco Paglia, la pala con soggetto l'Assunta, attribuita inizialmente a Alessandro Buonvicino Moretto e successivamente al suo allievo Giovan Battista Moroni, le due statue raffiguranti San Pietro Apostolo e la Madonna del Rosario, realizzate da Angelo Righetti nel 1925, e le due tele che rappresentano i Santi Pietro e Paolo e un parroco donatore e la Madonna in gloria con la santissima Trinità e i santi Pietro Martire e Caterina da Siena, firmate da Grazio Cossali.
Gli affreschi della chiesa sono lavoro di Carlo Innocenzo Carloni, al quale furono commissionati il 14 luglio 1754; essi rappresentano le storie dei santi Pietro e Paolo.